# Alfred Thomas Agate
Alfred Thomas Agate (Sparta, 14 de fevereiro de 1812 - Washington, 5 de janeiro de 1846) foi um artista, pintor e miniaturista estadunidense.

## Vida
Alfred Agate criou muitas obras durante seu serviço na Expedição de Exploração dos Estados Unidos de 1838–1842 sob o comando de Charles Wilkes. Ele era especialista em ilustrações botânicas e foi o retratista designado da expedição.
A expedição passou pelas Ilhas Ellice e visitou as localidades de Funafuti, Nukufetau e Vaitupu em 1841. Durante a visita da expedição às Ilhas Ellice (agora o país, Tuvalu), Alfred Agate registrou os padrões de roupas e tatuagens dos homens em Nukufetau e contribuiu com mais da metade (173 de 342) dos esboços e pinturas reproduzidos como litografias que ilustram os cinco volumes dos relatórios da expedição.
Agate criou a primeira imagem conhecida do Monte Shasta. Ele esboçou o Território de Oregon, incluindo o  Chinook Lodge e a foz do rio Columbia.

## Morte
Morreu em 1846, aos 33 anos em Washington, vitima de tuberculose.

## Galeria

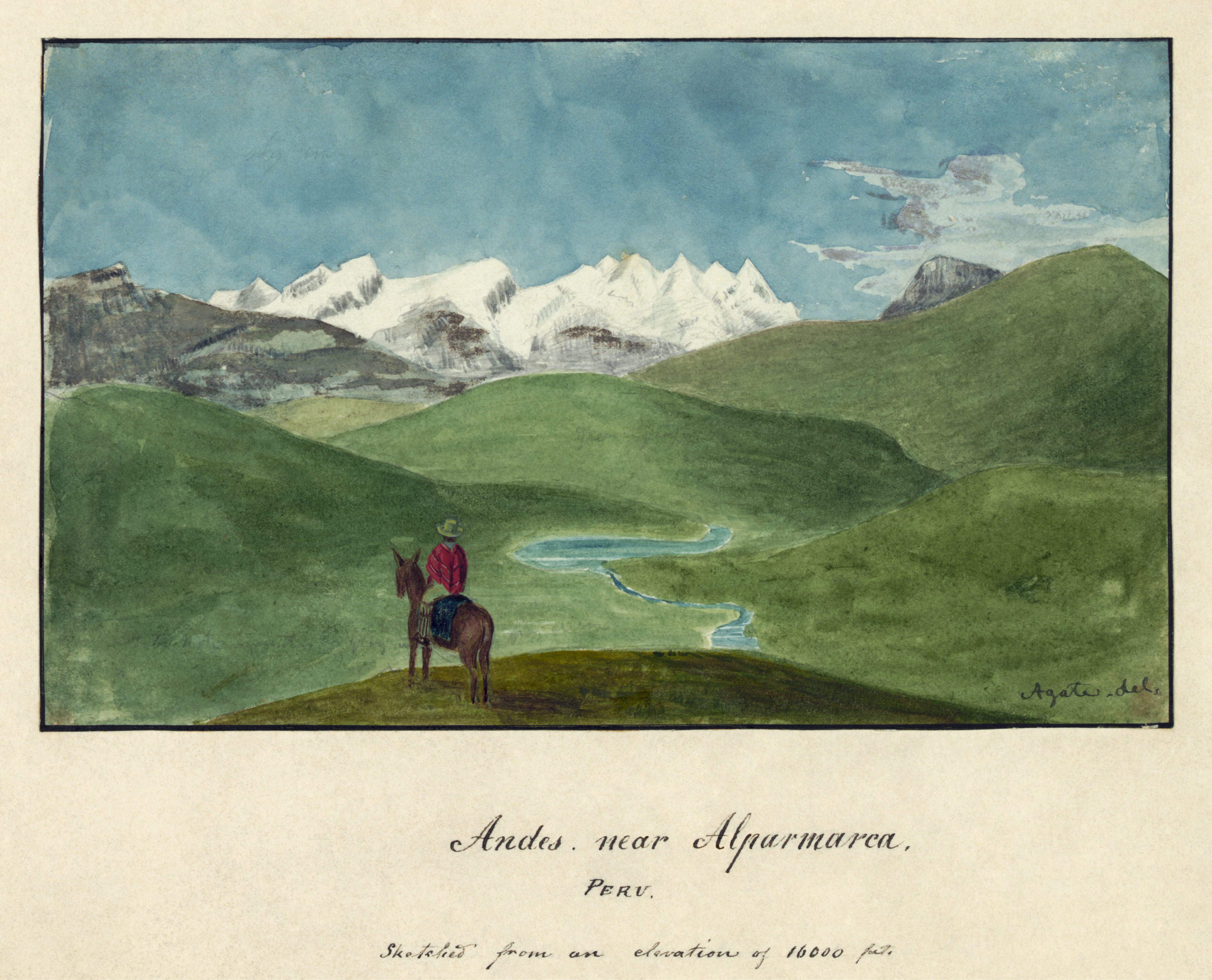
"Andes near Alparmarca, Peru: Sketched from an Elevation of 16,000 Feet", ilustração proveniente da porção sul americana da Expedição de Exploração dos Estados Unidos, digitalmente restaurada
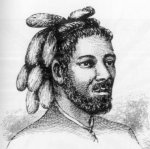
Um homem do atol Nukufetau, Ilhas Ellice (atual Tuvalu), 1841
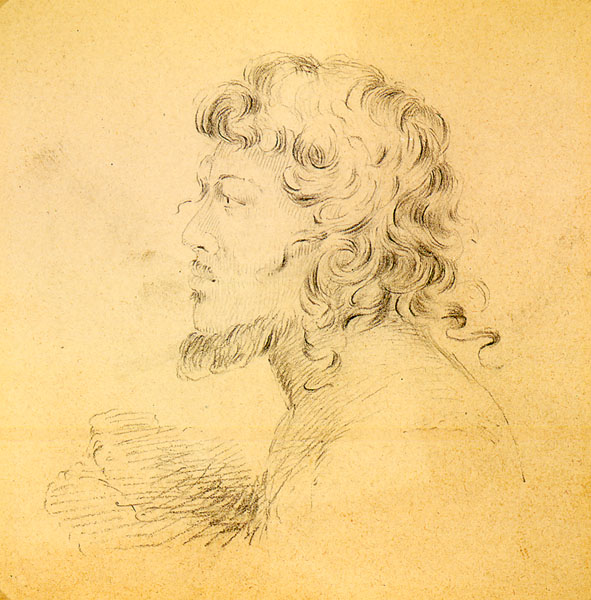
Retrato de um nativo das Ilhas Gilbert (então chamadas de Ilhas Kingsmill e atual Quiribáti), 1841
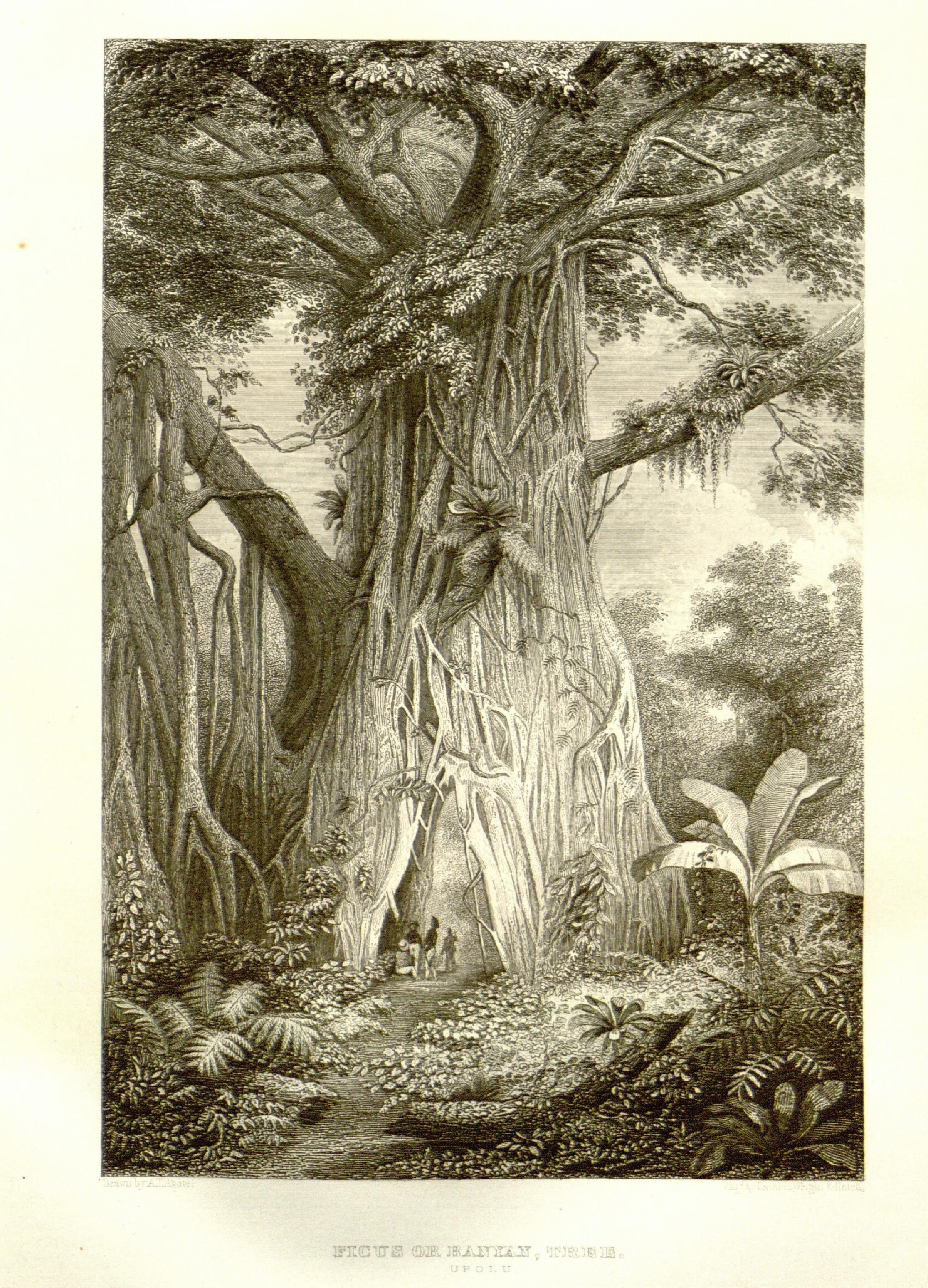
Ilustração de uma figueira em Samoa